# 보스턴 (밴드)
보스턴(영어: Boston)은 1975년 미국 매사추세츠주 보스턴에서 톰 숄츠에 의해 결성된 미국의 록 밴드이다. 밴드의 핵심 멤버는 다중 악기 연주자이자 창립자이며 리더인 숄츠와, 전 리드 보컬리스트 브래드 델프이며, 이외에도 음반마다 달라지는 여러 음악가들이 함께했다. 숄츠는 1976년에 발표된 밴드의 동명 데뷔 음반 《Boston》에서 대부분의 악기를 연주하였다.
데뷔 음반으로 세계적인 명성을 얻은 보스턴은 환상적인 우주를 시원하게 표현하는 구성과 그에 걸맞은 음향으로 이른바 '보스턴 사운드'를 확립했다.
예상 밖의 히트로 보스턴은 두 번째 앨범에 심혈을 기울여 1978년에 《Don't Look Back》을 공개하였다. 수록곡 중에서 〈Don't Look Back〉, 〈A Man I'll Never Be〉 등이 호평을 받았으며, 빌보드 200 차트 1위를 차지하며 미국에서 300만 장의 판매고를 올렸다.

## 음반 목록
정규 음반
- 《Boston》 (1976)
- 《Don't Look Back》 (1978)
- 《Third Stage》 (1986)
- 《Walk On》 (1994)
- 《Corporate America》 (2002)
- 《Life, Love & Hope》 (2013)

컴필레이션 음반
- 《Greatest Hits》 (1997)